# Mars Direct
Mars Direct (en català: "Directe a Mart") és un pla  per a una missió tripulada a Mart que ha estat dissenyada per ser econòmicament factible i realitzable amb les tecnologies disponibles a finals del segle xx. El pla va ser inicialment explicat en un treball de recerca escrit el 1990 pels enginyers Robert Zubrin i David Baker de la NASA, i posteriorment expandit en el llibre The Case for Mars escrit el 1996 per Zubrin. El pla serveix de referència en les xerrades i conferències de Zubrin com a director de la Mars Society, una societat que advoca per la colonització de Mart.

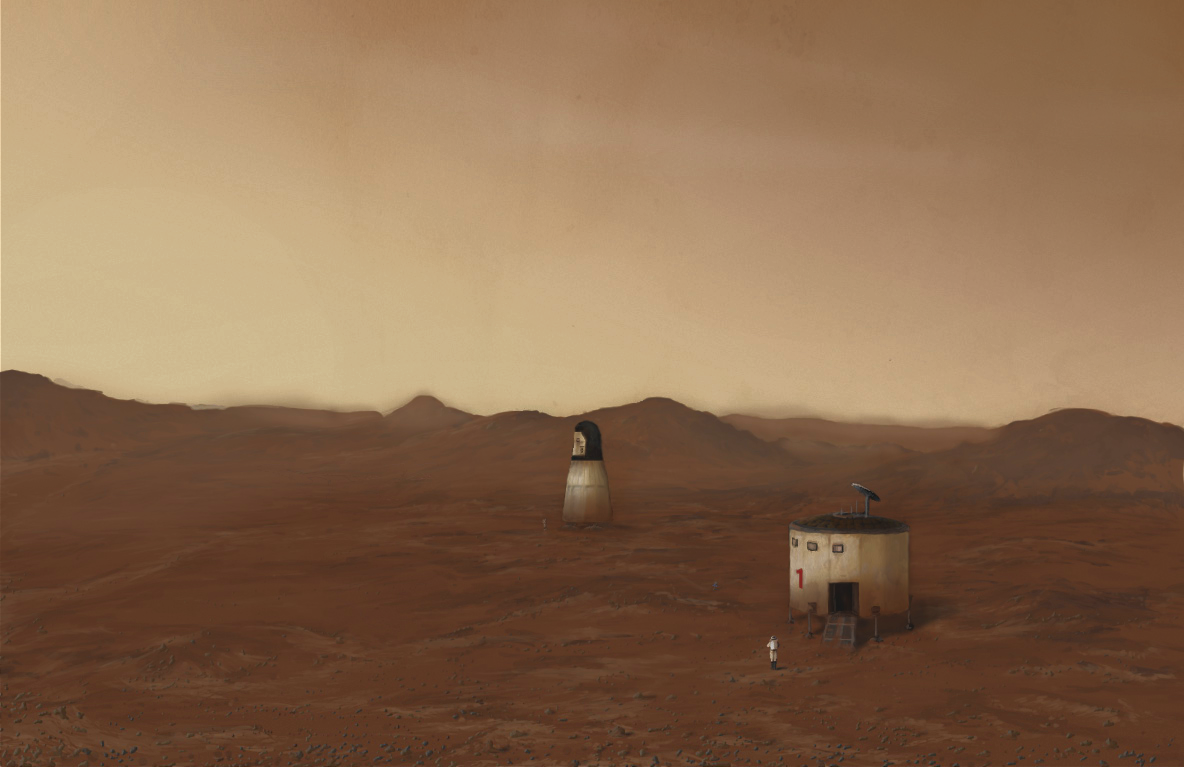
La Unitat d'Hàbitat i el Vehicle de tornada a la Terra, en la superfície de Mart.

## Història

### Iniciativa d'exploració de l'espai
El juliol del 1989, George H. W. Bush, el llavors president dels Estats Units, va anunciar plans pel que es denominaria la Iniciativa d'Exploració de l'Espai (SEI per les seves sigles en anglès). En un discurs que va donar en les escalinates del National Air and Space Museum va descriure els plans de llarg termini que culminarien amb una missió tripulada a la superfície de Mart.
Per al desembre de 1990, es va donar a conèixer els resultats d'un estudi que va estimar els costos del projecte, on s'indicava que la inversió total seria d'uns 450.000 milions de dòlars al llarg d'un període de 20 a 30 anys. L'"estudi dels 90 dies" tal com va ser denominat, preveia una reacció hostil al parlament cap al SEI atès que el mateix hagués requerit la més gran inversió governamental des de la Segona Guerra Mundial. Al cap d'un any, totes les sol·licituds de fons pel SEI van ser rebutjades.
Quan a l'abril de 1992 Dan Goldin va assumir com a administrador de la NASA, es van abandonar oficialment els plans per a l'exploració humana a curt termini més enllà de l'òrbita terrestre i la nova estratègia va fer èmfasi en una exploració "més ràpida, millor, i més econòmica" utilitzant sistemes robotitzats.

### Desenvolupament
Mentre Robert Zubrin treballava amb Martin Marietta dissenyant arquitectures de missions interplanetàries, va detectar una fallada fonamental en el programa SEI. Zubrin era de la idea que el pla de la NASA era utilitzar totes les tecnologies que fossin necessàries per enviar la missió a Mart, no seria factible des d'un punt de vista polític. Segons les seves pròpies paraules:
La forma exactament oposada a la manera correcta de fer enginyeria.
L'alternativa que va proposar Zubrin a aquesta estratègia de "Galàctica astronau de combat" (així denominada pels seus detractors per les enormes naus espacials amb reactors nuclears que s'assemblaven a la nau espacial de ciència-ficció amb aquest nom) comprenia una estada a la superfície de Mart més prolongada, un viatge més ràpid similar a una missió conjunta, utilització de recursos in-situ i una nau llançada directament des de la superfície de la Terra cap a Mart en comptes d'una nau armada en òrbita o en una drassana en l'espai. Després de ser aprovats les seves idees pels directors de Marietta, un grup format per 12 enginyers van començar a elaborar els plans i detalls necessaris per dur a terme la missió. Mentre s' enfocaven bàsicament en arquitectures de missió més tradicionals, Zubrin va començar a col·laborar amb el seu col·lega David Baker amb una estratègia advocava per un enfocament extremadament simple, sense elements innecessaris i un model molt robust. Els seus objectius que eren "utilitzar recursos locals, viatjar lleuger, i viure del sòl" van passar a ser la base de Mars Direct.

## Escenari de la missió

### Primer vol
El primer vol del coet Ares (no confondre amb el coet amb igual nom de l'avui difunt Constellation program) portaria a Mart un Vehicle de Retorn a la Terra en un vol no tripulat després d'una fase de creuer de sis mesos, amb una càrrega d'hidrogen, una planta química i un reactor nuclear petit. Una vegada allí, diverses reaccions químiques (la reacció de Sabatier acoblada amb electròlisi) serien utilitzades per combinar una petita quantitat d'hidrogen (8 tones) portades pel Vehicle de Retorn a la Terra amb el diòxid de carboni de l'atmosfera marciana per produir unes 112 tones de metà i oxigen. Aquest procediment químic-enginyer relativament simple ha estat utilitzat des del segle xix, i asseguraria que solament el 7% del combustible necessari per tornar a la Terra havia de ser portat fins a la superfície de Mart.
S'estima que serien necessàries 96 tones de metà i oxigen per enviar el Vehicle de Retorn a la Terra en una trajectòria de tornada a la Terra a la finalització de l'estada a Mart, la resta del combustible quedaria disponible per a ser utilitzat pels vehicles de exploració a Mart. S'estima que el procés per produir el combustible demandaria uns 10 mesos.

### Segon vol
Uns 26 mesos després que hagi desenganxat des de la Terra el Vehicle de Retorn a la Terra (VRT), desenganxarà un coet amb un segon vehicle, la "Unitat d'Hàbitat a Mart", en una trajectòria de 6 mesos de durada mitjançant una transferència de baixa energia cap a Mart, la qual portarà una tripulació de quatre astronautes (el mínim necessari perquè el grup pugui ser dividit en dos sense que això impliqui deixar a algú sol). La Unitat d'Hàbitat no desenganxarà fins que la fàbrica automatitzada en el VRT hagi confirmat que s'han produït de forma reeixida els químics requerits per operar a Mart i el viatge de retorn a la Terra. Durant el viatge, es generaria gravetat artificial vinculant la Unitat d'Hàbitat amb l'etapa superior esgotada del coet, i fent que tots dos girin entorn d'un mateix eix. Aquesta rotació produiria un confortable ambient amb 1g per als astronautes, eliminant així els efectes debilitants de l'exposició perllongada a condicions d'absència de gravetat.

### Operacions d'aterratge i superfície
En arribar a Mart, l'etapa superior és descartada, i la Unitat d'Hàbitat utilitzant l'aerofrenada entra en òrbita de Mart abans de realitzar un aterratge suau a prop del Vehicle de Retorn a la Terra. Per aconseguir un aterratge precís es disposaria del servei d'una abalisa radar que seria portada en el primer viatge. Una vegada a Mart, la tripulació romandrà 18 mesos en la superfície, realitzant diverses recerques científiques, ajudats per un petit vehicle explorador portat a bord de la Unitat d'Hàbitat a Mart, i alimentat pel metà produït pel Vehicle de Retorn a la Terra.

### Retorn i missions subsegüents
Per tornar, la tripulació utilitzarà el Vehicle de Retorn a la Terra, deixant la Unitat d'Hàbitat a Mart per al seu possible ús per exploradors subsegüents. Durant el viatge de retorn a la Terra, l'etapa de propulsió del Vehicle de Retorn a la Terra és utilitzada com a contrapès per generar gravetat artificial.
Amb intervals de dos anys s'enviessin missions posteriors a Mart per garantir que un VRT sempre es trobi sobre la superfície del planeta, esperant a ser utilitzat per la propera missió tripulada o la tripulació actual en cas d'una emergència. En aquest escenari d'emergència, la tripulació hauran de transitar centenars de quilòmetres fins a l'altre VRT a bord del seu vehicle de transport a Mart.

## Components
La proposta Mars Direct comprèn tres components principals la Llançadora "Ares", el Vehicle de Retorn a la Terra (VRT) i la Unitat d'Hàbitat a Mart (UHM).

### Llançadora
El pla comprèn diversos llançaments utilitzant vectors llançadors de grandària similar al Saturn V emprat al Programa Apollo, el qual podria ser desenvolupat a partir dels components del Transbordador Espacial. El coet proposat denominat "Ares", utilitzaria els coets avançats de combustible sòlid del Transbordador Espacial, un tanc exterior modificat similar al del Transbordador i una tercera etapa nova basada en Lox/LH2 per a la impulsió cap a Mart de la càrrega. Ares tindrà capacitat per col·locar 121 tones en una òrbita circular de 300 km, i impulsar 47 tones cap a Mart.

### Vehicle de Retorn a la Terra
El Vehicle de Retorn a la Terra és un vehicle de dues etapes. L'etapa superior allotja els habitacles per a la tripulació durant el seu viatge de retorn de sis mesos des de Mart a la Terra. La coberta inferior s'allotja els motors, coets del vehicle i una petita planta química de producció.

### Unitat d'Hàbitat a Mart
La Unitat d'Hàbitat a Mart és un vehicle amb 2 o 3 cobertes que posseeix una àmplia zona habitable i de treball per a una tripulació en Mart. A més dels habitacles individuals per dormir que atorguen un cert nivell de privadesa a cada membre de la tripulació i un lloc per guardar els seus efectes personals, la Unitat d'Hàbitat inclou una zona comunal, una cuina petita, zona per exercitar-se, i facilitats per higienitzar-se amb un circuit tancat de purificació d'aigua. La coberta inferior de la Unitat d'Hàbitat a Mart proveeix l'espai primari de treball de la tripulació: una petita zona de laboratori per realitzar recerques sobre geologia i ciència de la vida; espai per emmagatzemar mostres, comportes per sortir a la superfície de Mart, i una zona de preparació on els membres de la tripulació es col·loquen els vestits i preparen abans de sortir a les operacions a l'exterior. Al centre del vehicle existeix una zona denominada "refugi per a tempestes" que proveeix protecció contra radiacions perilloses (com per exemple les provinents d'erupcions solars), mentre la nau es troba a l'espai i en la superfície de Mart.
La Unitat d'Hàbitat a Mart també inclou un petit vehicle explorador pressuritzat. El vehicle explorador s'emmagatzema a la zona de la coberta inferior durant el transport i és armat a la superfície de Mart. El vehicle propulsat amb un motor alimentat amb metà està dissenyat per estendre fins a una distància de 320 km, que és l'abast de la zona que els astronautes poden explorar a la superfície de Mart
Des que es la va proposar inicialment com a part de Mars Direct, el concepte de la Unitat d'Hàbitat a Mart ha estat adoptada per la NASA com a part del disseny de la Missió de Referència a Mart, la qual utilitza dues Unitats d'Hàbitat a Mart - una que vola fins a Mart sense tripulació, i que serà el laboratori a Mart, juntament amb la capacitat de transportar un vehicle d'exploració d'una grandària més gran. La segona Unitat d'Hàbitat a Mart viatja fins a Mart amb la tripulació, la mateixa es troba totalment dedicat a l'allotjament de la tripulació i dipòsit.
Per demostrar la viabilitat de la Unitat d'Hàbitat a Mart, la Mars Society ha implementat el Mars Analogue Research Station Program (MARS), el qual ha construït diversos prototips de les unitats habitacionals a Mart en diversos llocs al voltant del món.

## Acolliment
Baker va presentar el pla Mars Direct al Centre Marshall de vols espacials a l'abril de 1990, amb una recepció molt positiva. Posteriorment va ser difós mitjançant diverses conferències generant un gran interès. La gira va concloure amb una xerrada a la National Space Society, la qual va ser aclamada a la seva finalització. Aviat el pla va guanyar l'atenció dels mitjans de comunicació.
El pla va ser resistit pels grups dins de NASA que treballaven en la Space Station i conceptes de propulsió avançats, ja que el seu treball ja no seria necessari per arribar a Mart. L'administració de NASA va rebutjar la Mars Direct. Zubrin va romandre dedicat a l'estratègia, i després de deixar de col·laborar amb David Baker, el 1992 va intentar convèncer a la nova administració de la NASA sobre els mèrits de la Mars Direct.
Utilitzant els fons d'una petita ajuda de recerca proveïda per Martin Marietta, Zubrin i els seus col·legues van tenir èxit a demostrar el funcionament d'un generador de combustible que va operar amb una eficiència del 94%. Àdhuc després de mostrar els resultats positius obtinguts en el Johnson Space Center, l'administració de la NASA encara tenia diversos dubtes sobre el pla.
Al novembre de 2003, Zubrin va ser convidat a donar una presentació davant el Comitè del Senat dels Estats Units sobre el futur de l'exploració de l'espai. Dos mesos després el govern del president George W. Bush va anunciar la creació del programa Constellation, una iniciativa per a vols espacials tripulats que el seu objectiu era enviar humans a la Lluna cap a l'any 2020. Si bé no contenia detalls específics sobre una missió a Mart, es va elaborar un pla per arribar a Mart basat en l'ús de la nau Orion el qual podria ser implementat en la dècada del 2030. El 2011 el govern del president Obama va denegar el finançament per al projecte i el programa Constellation va ser cancel·lat.